# 민주주의의 역사

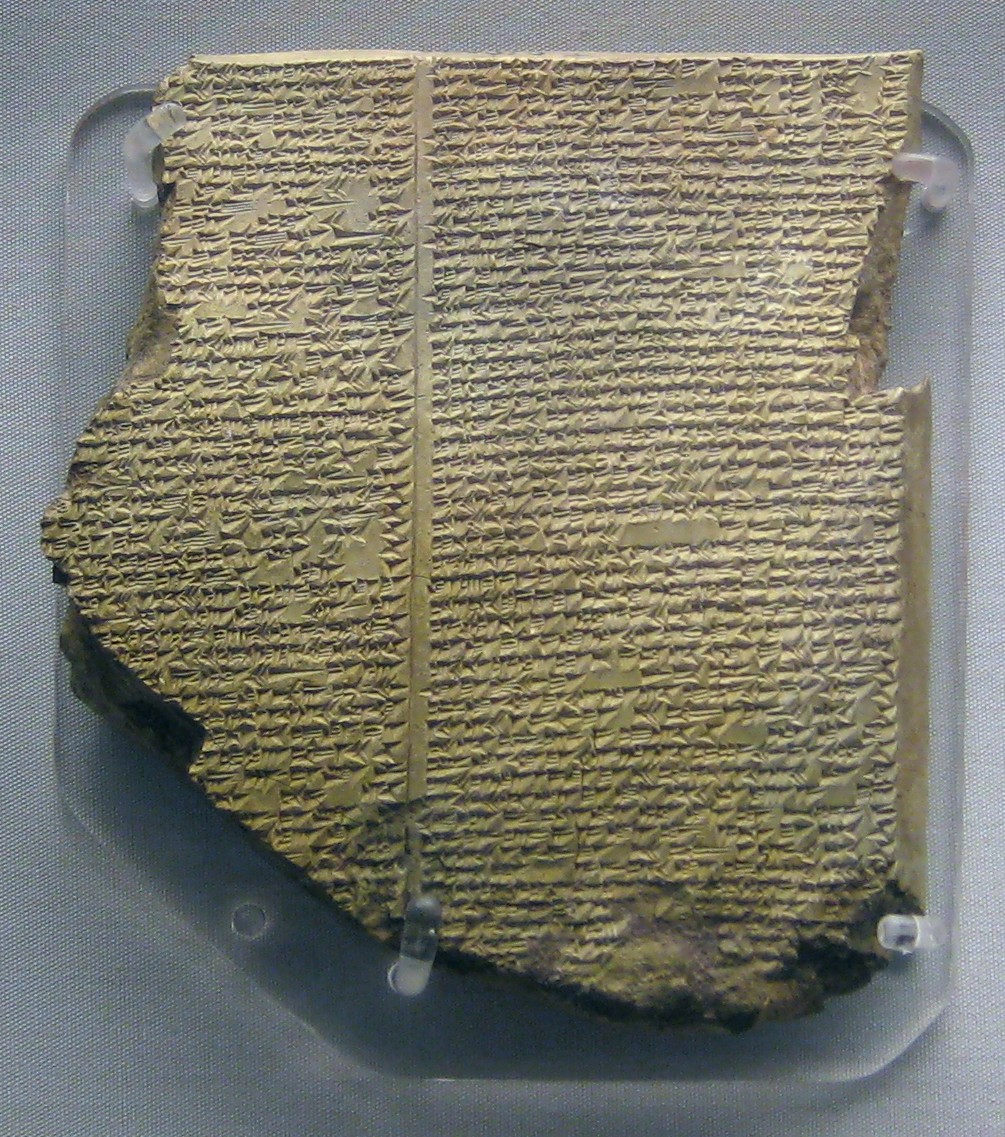
길가메시 서사시가 담긴 석판

민주주의라는 단어는 사람들이 투표를 통해 지도자를 선택하는 정부 형태를 가장 자주 나타낸다.
자유와 민주주의는 종종 대체 사용되지만, 두 단어는 동의어가 아니다. 민주주의는 사실상 자유에 대한 일련의 개념 및 원칙이며, 길고 굴곡 있는 역사를 통해 형성된 실질적인 경험 및 절차다. 민주주의는 자유의 제도화인 것이다.

## 어원
국민이라는 뜻의 그리스어 '데모스'(demos)에서 유래한 '민주주의'(democracy)라는 단어는 기본적으로 최고의 권력이 국민에 있는 정체(政體)로 정의된다. 일부 국가에서는 국민이 직접 민주주의 체제를 운영하기도 하지만, 대규모 사회에서 민주주의는 국민에 의해 선출된 대리인을 통해 운영된다. 이를 잘 표현한 에이브러햄 링컨 대통령의 유명한 경구 중 민주주의란 '국민의, 국민에 의한, 국민을 위한' 정체라는 구절이 있다.

## 고대 그리스
민주주의는 종종 기원전 500년경 그리스로 확인되는 특정한 장소와 시간에 만들어졌다고 가정되며, 이는 넓은 의미에서 민주 정부가 5세기 이전 세계의 여러 지역에 존재했다는 증거가 된다.
한 부족과 같은 경계가 뚜렷한 집단에서 민주주의가 자연적으로 발생한다고 가정하는 것은 타당하다. 만약 그 집단이 외부인에 의한 통제에 의해 충분히 독립되어 있어서 구성원이 자신의 업무를 운영할 수 있도록 허용하고, 부족의 장로들과 같은 상당수의 구성원이 그룹의 관심사에 대한 결정에 참여할 수 있는 동등한 자격이 있다고 생각하는 경우에 말이다. 이러한 가정은 비문학적인 부족 사회에 대한 연구에 의해 뒷받침되어 왔는데, 이것은 인간이 사냥과 채집을 통해 살아남은 수천 년 동안 많은 부족 집단들 사이에 민주 정부가 존재했음을 시사한다. 이러한 초기 인류에게 민주주의는 실용적이고, 가장 '자연적인' 정치체제로 보였을 것이다.
사냥과 채집이라는 긴 기간이 끝나고 인간이 주로 농업과 무역을 위한 고정된 공동체에 정착하기 시작했을 때, 대중의 정부 참여를 선호하는 조건은 드물게 된 것 같다. 공동체 규모의 현저한 증가와 함께 공동체 간의 부와 군사력의 큰 불평등은 계층적이고 권위적인 형태의 사회조직의 확산을 부추겼다. 그 결과 정착민들 사이에서 인기 있는 정부는 사라지고 수천 년 동안 군주제, 전제주의, 귀족제 또는 과두정권에 기반을 둔 정부들에 의해 대체되었는데, 이들 정부들 각각은 적어도 이들 사회의 지배적인 구성원들 사이에서 가장 자연스러운 형태의 정부로 인식되게 되었다.
그 후, 기원전 500년경에 민주주의에 유리한 조건들이 여러 곳에 다시 나타났고, 몇몇 소규모 단체들은 인기 있는 정부를 만들기 시작했다. 원시 민주주의는 보다 진보된 형태로 재창조되었다. 가장 중요한 발전은 지중해, 그리스, 로마의 두 지역에서 일어났다.

## 아테네
기원전 507년, 아테네의 지도자 클레이스테네스(Cleisthenes)는 데모크라티아(Demokratia), 즉 '국민에 의한 통치'라고 부르는 정치개혁 시스템을 도입했다. 그것은 세계에서 처음으로 알려진 민주주의였다. 이 제도는 세 개의 독립된 기관으로 구성되었는데, 법을 쓰고 외교 정책을 지시하는 주권 기구인 에클레시아(Ekklesia), 아테네 10개 부족의 대표 협의회(Boule), 그리고 복권 선정 배심원들 앞에서 시민들이 논쟁을 벌였던 대중 법원인 디카스테리아(Dikasteria)였다. 비록 이 아테네의 민주주의는 불과 2세기 동안만 살아남을 수 있었지만, "민주주의의 아버지"인 클레이스테네스에 의한 그것의 발명은 고대 그리스가 현대 세계에 가장 오래도록 기여한 것 중 하나였다. 그리스의 직접 민주주의 체제는 전 세계의 대표적인 민주주의 국가들을 위한 길을 닦게 된다.

### 에클레시아
아테네의 민주주의는 세 개의 중요한 기관으로 구성된 직접 민주주의였다. 첫 번째는 아테네의 통치 기구인 에클레시아였다. 아크로폴리스 서쪽 언덕 강당에서 매년 40회 열리는 에클레시아 회의에는 4만 명의 성인 남성 시민들이 참가 대상자였다. 의회 회기마다 약 5천 명의 남성만이 참석했으며, 나머지는 육군이나 해군에서 복무하거나 가족을 부양하기 위해 일하고 있었다. 회의에서 에클레시아는 전쟁과 외교정책에 관한 결정을 내리고, 법을 쓰고 개정하며, 공무원의 행위를 승인하거나 규탄했다. 그 단체는 단순 다수결로 결정을 내렸다.

### 불
두 번째 중요한 기관은 불, 즉 오백 평의회였다. 불은 아테네 10개 부족에서 각각 50명씩 500명이 모여 1년간 평의회를 섬겼다. 에클레시아와는 달리 대로들은 매일 만나 통치의 실무 작업을 대부분 했다. 관공서원을 감독하고 해군함(삼중함)이나 군마 같은 일을 담당했다. 그것은 다른 도시 국가의 대사들과 대표자들을 다루었다. 그것의 주요 기능은 에클레시아보다 어떤 문제가 먼저 올지 결정하는 것이었다. 이렇게 해서 500여 대로의 회원들은 민주주의 전체가 어떻게 작동될 것인가를 지시하였다.
대로의 자리는 선거가 아닌 추첨으로 뽑혔다. 이론적으로 무작위 복권이 선거보다 더 민주적이었기 때문이다. 복권제도는 정부를 이용해 선진화하거나 풍요롭게 하려는 유혹에 빠질 수도 있는 상설 공무원 계급의 설립도 막았다. 그러나 역사학자들은 대로를 선택한 것이 항상 단순한 운명의 문제는 아니었다고 주장한다. 그들은 부유하고 영향력 있는 사람들, 그리고 그들의 친척들이 정말로 무작위로 추첨을 하는 것보다 훨씬 더 자주 의회에 봉사한다는 것에 주목한다.

### 디카스테리아
세 번째 중요한 기관은 디카스테리아 법원이었다. 매일 500명 이상의 배심원들이 30세 이상의 남성 시민 집단에서 추첨으로 뽑혔다. 모든 민주주의 제도 중에서 아리스토텔레스는 디카스테리아가 "민주주의의 힘에 가장 많이 기여했다"고 주장했다. 아테네에는 경찰이 없었기 때문에, 법정 사건을 가져와 검찰과 변론을 주장하고 다수결로 판결과 선고를 내린 것은 데모자 자신이었다. 또한 어떤 사건들이 기소될 수 있는지, 또는 재판에서 말할 수 있는 것과 말할 수 없는 것에 대한 규정이 없었고, 그래서 아테네 시민들은 자주 디카스테리아를 이용해 적을 벌했다.
배심원들은 그들의 일에 대해 임금을 받았다. 그래서 그 일은 부유한 사람들뿐만 아니라 모든 사람들이 접근할 수 있도록 했다. 그러나, 그 임금은 보통 근로자들이 하루에 버는 것보다 적기 때문에 일반적으로 배심원은 은퇴 노인이었다. 아테네 사람들이 세금을 내지 않았기 때문에, 이러한 지불에 대한 돈은 관세, 동맹국들의 기부금, 메토이코이에 부과된 세금에서 나왔다. 이 규칙의 한 가지 예외는 레투루지(leitourgia)인데, 이것은 부유한 사람들이 자발적으로 해군 함정의 유지(이 레투루지는 삼례(三禮)라고 불림)나 도시의 연례 축제에서 연극이나 합창 공연의 제작과 같은 주요 시민 사업을 후원하기 위해 지불하는 일종의 세금이었다.

### 아테네 민주주의의 종말
기원전 460년경, 페리클레스 장군의 통치 하에 아테네 민주정은 우리가 귀족이라고 부를 만한 것, 즉 헤로도토스가 "최고의 한 사람"이라고 부른 것의 지배로 진화하기 시작했다. 비록 고대 그리스에서 민주적 이상과 과정이 살아남지 못했지만, 그 이후로 정치인과 정부에 영향을 미치고 있다.
대의민주주의는 직접민주주의와 달리, 시민이 자신을 대신하여 법을 제정하는 대표자를 선출한다. 미국과 캐나다, 남아프리카 공화국은 오늘날의 대표적인 대의민주주의 국가이다.

## 로마 공화국

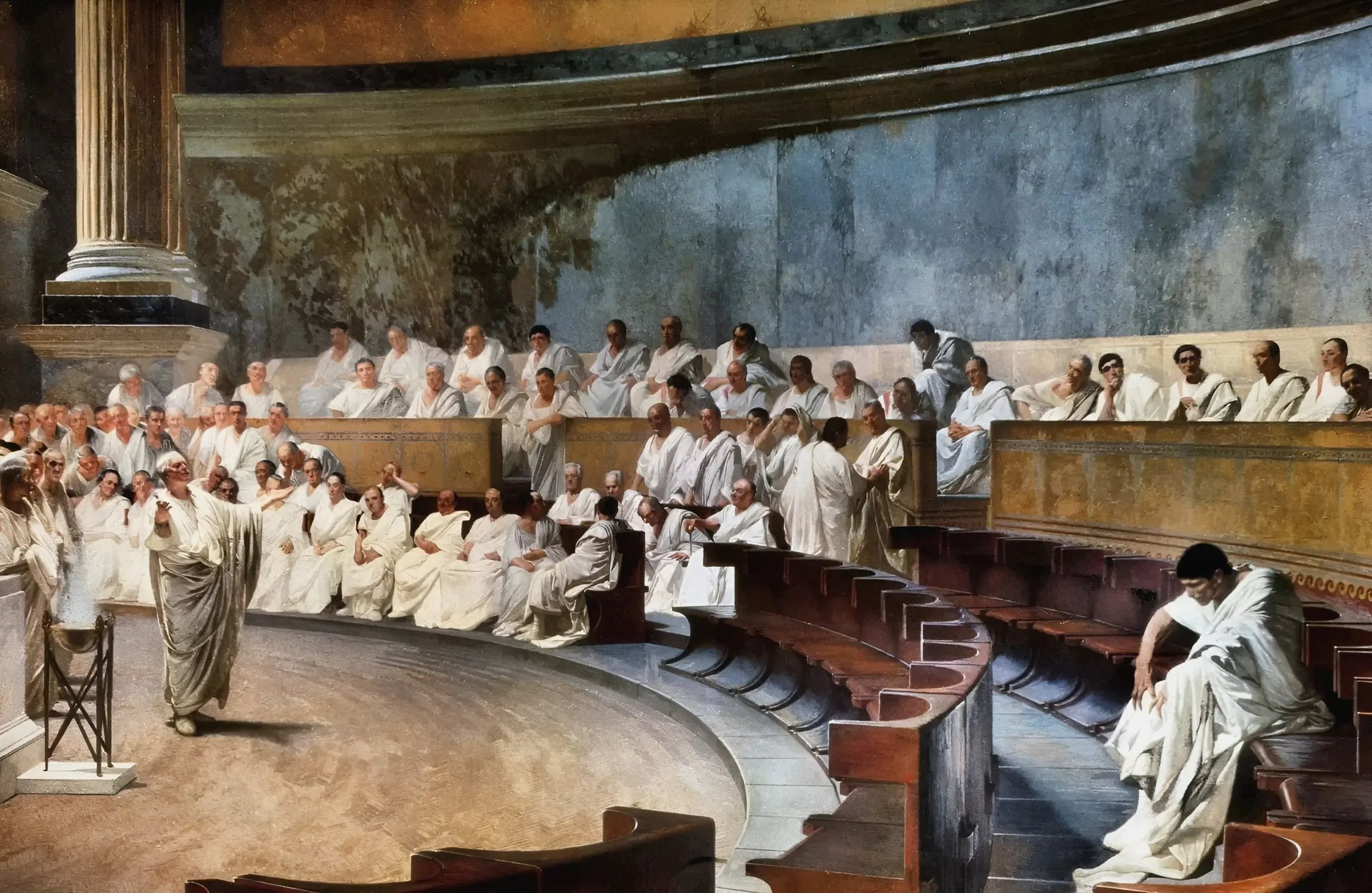
로마 원로원 회의

로마 왕국이 끝나고 로마 공화국이 시작되면서 여러 중요한 사건이 일어났다. 기원전 509년, 루키우스 타르퀴니우스 수페르부스(Lucius Tarquinius Superbus) 왕은 로마의 귀족에 의해 전복되었다. 클루시움의 왕인 라르스 포르세나(Lars Porsena)는 로마를 포위했다. 이 도시는 카르타고(Carthage)와 지원조약을 체결하고, 주피터 카피톨리누스(Jupiter Capitolinus)의 신전을 성결하게 하고 집정관이라 불리는 새로운 사무실이 생겼다.
파르티 콘술라르스(Fasti Consulares)는 기원전 503년부터 로마 공화국을 이해하기 위해 필수적이다.
로마 역사의 이 시기를 이해하는 데 사용되는 또 다른 매우 중요한 방법은 클라버스 애널리스(Clavus Annalis)의 의식이다. 이 실습은 주피터 카피톨리누스 신전이 성결된 지 1년 만에 시작되었으며, 1년에 한 번 제단 오른쪽에 청동 못을 고정하는 것으로 구성되었다. 첫 번째 못은 기원전 508년에 놓였다. 주피터 카피톨리누스의 신전은 주피터와 미네르바, 주노의 켈라가 있었다.
기원전 509년 이후의 10년(마지막 왕이 로마를 떠난 해)은 암흑기여서 알려진 것이 거의 없고, 오직 고립된 사건만 있을 뿐이다.

### 로마 공화국으로의 전환

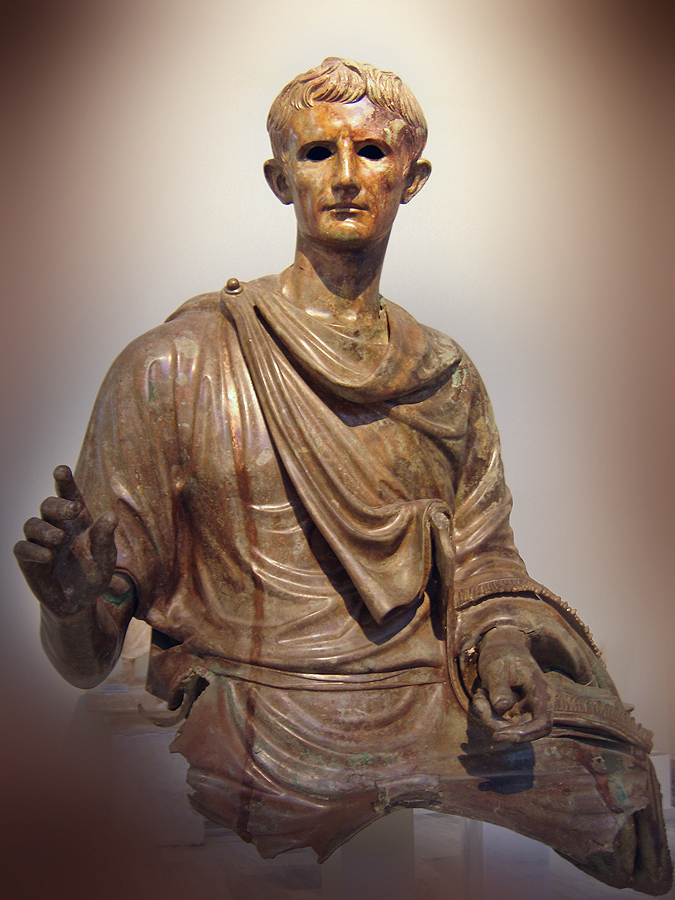
로마 황제 아우구스투스의 청동 에퀴테스 조각상 조각 (서기 1세기)

군주제에서 공화제로의 전환은 로마 사회 내부의 긴장을 초래하였다. 공화국의 초년은 정치적 혼란으로, 국론이 분열되었다. 어떤 사람은 여전히 군주제를 원했으며, 어떤 사람은 공화정을 원했다. 귀족은 군주제를 대체할 정부의 형태에 대해 합의를 보지 못했다. 훗날 왕실의 지도부를 대신할 영사는 수년이 지난 뒤에야 투입되었다.
많은 역사학자는 로마 공화국의 첫 단계에서는 1년 동안만 프레이토어 막시무스(Praetor Maximus)가 임명되었다고 본다. 나중에 그의 임무는 로마를 통치하기 위해 한 번에 두 명의 영사를 선택함으로써 둘로 나뉘게 된다. 이러한 형태의 정부는 기원전 449년까지 발레리오-호라티아 법(Valerio-Horatian Laws)으로 계속되었다.
기원전 485년부터, 귀족은 더 이상 일반인이 정부에 참여하는 것을 허용하지 않고 모든 시민적, 종교적 문제를 통제하기 시작했다.

### 로마법
공화국은 귀족과 평민간의 끊임없는 경쟁뿐 아니라, 로마의 힘이 이탈리아의 반도 전체에 도달한 시기로도 알려져 있으며 기원전 450년 12표법(The Tween Tables of the Tables)으로 로마법이 성립되었다. 표가 작성되기 전까지 로마법은 군주제와 교황에 의해 제정되었기 때문에 신성하다고 여겨졌다. 그것을 종이에 붙임으로써 서구 세계의 모든 법률의 기초가 되었다.
기원전 133년과 기원전 27년 사이에 로마는 엄청난 내부 긴장으로 고통받았고, 수많은 내전으로 이어졌다. 평민에게 유리한 일련의 법을 제안한 그라코(Graco) 형제도 로마의 사회 위기로 이어졌다.

### 독재: 공화국에서 로마 제국으로의 전환
기원전 82년에서 79년 사이의 독재자 사일라(Sila)는 원로원의 손에 모든 정치력을 집중하면서 당시 로마의 정치에 큰 영향을 미쳤다.
제국을 지탱하기 위해 원로원은 백성을 다스릴 정치를 이해하는 타고난 지도자, 장군을 선택할 수밖에 없었다. 이 기간 동안 평민은 권력을 잡기를 원했고, 이것은 독재자에게 그들이 로마의 지배권을 장악하지 않도록 보장하기 위해 더 많은 정치적 힘을 주도록 했다. 이러한 개인주의는 삼두정치 체제를 낳고 율리우스 카이사르(Julius Caesar)와 아우구스투스(Augustus)의 독재를 초래했다. 로마 제국에서 새로운 형태의 정부가 시작되었다.

## 12세기부터 르네상스까지 이탈리아 공화국

### 헌법적 과두정치
476년, 서로마 제국이 멸망한 후 이탈리아 반도는 더 작은 정치적 실체들의 위조로 분열되었다. 약 6세기 후, 이탈리아 북부에서, 이들 실체들 중 일부는 다소 독립된 도시 국가들로 발전했고, 비록 완전히 대중화되지는 않았지만, 보다 광범위한 참여와 제한된 기간 동안 지도자들을 선출하는 것에 기초하여 정부의 출범된 제도로 발전했다. 이 점에서, 그들의 정부는 후기 대표 제도의 소규모 선구자로 간주될 수 있다. 그러한 정부는 베니스, 피렌체, 시에나, 피사를 포함한 많은 도시에서 2세기 이상 번창했다.
이탈리아인들은 그들의 도시국가 공화국을 민주주의가 아닌 공화국이라고 불렀다. 비록 처음에는 귀족과 큰 지주에게 주로 가입이 제한되었지만, 13세기 전반의 일부 공화국에서는 신흥 부유층, 소상인, 은행가, 길드에 조직된 숙련된 장인, 기사가 지휘하는 보병 등 사회경제 하층 계급의 집단부터 어느 정도 수준의 정부 참여권 제한이 요구되었다. 그들이 상류층보다 더 많았기 때문에, 그리고 그들이 폭력적인 봉기를 일으켰기 때문에, 이들 집단들 중 일부는 성공적이었다. 그러나 이러한 데모는 14세기 볼로냐의 12%에서 14세기 동안 지배 귀족에 대한 입국이 영구히 폐쇄되었던 15~16세기 베니스에 2% 이하에 이르는 전체 인구의 극히 일부에 지나지 않았다. 따라서 고전 그리스의 기준으로 판단하든, 18세기 이후 유럽과 미국의 기준으로 판단하든 이탈리아 공화국은 민주주의 국가가 아니었다. 역사학자 라우로 마르틴스가 제안한 보다 정확한 성격화는 '헌법적 과두정치'이다.
약 14세기 중반 이후, 독립 도시 국가의 존재와 정부에 대한 더 넓은 참여, 특히 그들의 경제 성장과 그들 인구의 시민 충성도가 점차적으로 사라지게 되었다. 경제적 쇠퇴, 부패, 파벌 분쟁, 내전, 그리고 다른 국가들과의 전쟁은 일부 공화정 정부의 약화와 군주, 왕자, 군인 등 권위주의적인 통치자들에 의한 그들의 궁극적인 교체로 이어졌다.

### 민주적 딜레마
그리스인, 로마인, 이탈리아 공화국의 지도자들은 대중 정부를 만드는 선구자였고, 그들의 철학자와 해설자들은 후세의 정치 사상에 막대한 영향력을 행사했다. 그러나 그들의 정치 제도는 북유럽과 북아메리카의 민족국가에서 민주주의 정부의 후발주자들에 의해 모방되지 않았다. 로마의 확장이 이미 증명했듯이, 이러한 기관들은 단순히 도시국가보다 훨씬 큰 정치적 연합에 적합하지 않았다.
도시 국가와 민족 국가 간의 엄청난 규모의 차이는 근본적인 딜레마를 지적한다. 도시 국가의 크기를 제한함으로써, 시민은 원칙적으로, 항상은 아니지만, 그들의 정부의 행위, 예를 들어, 집회에 참여함으로써 직접적으로 영향을 미칠 수 있다. 그러나 규모를 제한하는 데는 비용이 든다: 더 크고 강력한 국가들에 대한 방어와 무역과 금융의 규제 등 중요한 문제들은 정부가 효과적으로 다룰 수 있는 능력 밖에 남아 있을 것이다. 대안으로, 도시 국가의 규모를 증가시킴으로써, 즉, 지리적 지역과 인구를 확대함으로써, 시민은 중요한 문제에 대처하는 정부의 능력을 제고할 수 있지만, 집회나 다른 수단을 통해 직접적으로 정부에 영향을 미칠 기회를 줄이는 비용만으로, 증가시킬 수 있다.
많은 도시국가가 다른 도시국가, 더 큰 정치단체와 연합함으로써 이 딜레마에 대응했다. 그러나 18세기 서유럽에서 처음 등장한 대의민주주의가  발전하기 전에는 이 문제가 최종적으로 해결되지 않았을 것이다.

## 19세기 유럽과 북미
잉글랜드 내전(1642–51)에서 청교도가 의회에서의 더 넓은 대표권, 하원, 보편적인 남성 선거권을 요구하면서 지배적인 정통성의 중요한 균열이 일어났다. 많은 정치적 혁신과 마찬가지로, 대표 정부는 철학적 추측에서 비롯되는 것이 상당히 자명한 문제에 대한 실질적 해결책을 찾는 것보다 적었다. 그럼에도 불구하고 민주주의의 이론과 실천에 대표성이 동화되는 것은 아직 1세기 이상 남아 있었다.

### 유럽 대륙
서기 800년경 북유럽의 여러 지역에서 자유민과 귀족이 지방의회에 참여하기 시작했으며, 이후 대의원으로 구성된 지역 의회와 전국 의회가 추가되어 일부 또는 전부 선출되었다. 이러한 집회는 알프스 산맥의 산골짜기에서 자치 칸톤으로 발전했고, 13세기 스위스 연방의 창립으로 이어졌다. 900년까지 바이킹의 지역 집회는 스칸디나비아 곳곳에서 모임을 가졌다. 결국 바이킹은 특정한 더 큰 문제를 다루려면 더 포괄적인 협회가 필요하다는 것을 깨달았고, 노르웨이, 스웨덴, 덴마크 지역 의회가 개발되었다. 930년 아이슬란드의 바이킹 후손은 오늘날 국회, 입법부 또는 의회라고 불리는 것의 첫 번째 예를 만들었다. 이후 수세기 동안 노르웨이, 스웨덴, 덴마크, 스위스, 네덜란드 등 신흥 국가에도 대표 기관이 설립되었다.

### 미국
식민지 미국의 상황은 영국에서 사용되고 있는 것보다 더 광범위하게 기반을 둔 대표 체계의 제한적인 발전을 선호했다. 이러한 조건들은 영국 정부가 식민지에 상당한 자치권을 부여하도록 강요한 런던으로부터의 광대한 거리를 포함했다. 적어도 한 집단의 대표자들이 유권자들에 의해 선출된 식민지 입법부의 존재, 일부 식민지에서는 대부분의 성인 백인 남성들을 포함하게 된 참정권의 확대, 토지에 대한 부동산 소유권 선양, 그리고 식민지 개척자들이 영국 시민으로서 그들이 대표되지 않은 정부에 세금을 지불해서는 안 된다는 믿음("대표 없는 세금 없음")을 포함한 기본권과 대중 주권에 대한 믿음의 강화.
1760년경까지 대부분의 식민지 주민들은 모국에 충성했으며, 자신들을 '미국인'이라는 별개의 국가로 구성한다고 생각하지 않았다. 그러나 영국이 우표법(1765년)을 통해 식민지에 직접 세금을 부과한 후, 새로운 법에 대한 공공연한 반대(때로는 폭력적인) 표시들이 있었다. 식민지 신문에서도 식민지 인구를 지칭하는 미국인이라는 용어의 사용이 급증했다. 뚜렷한 미국의 정체성을 만들어내는데 도움을 준 다른 요인으로는 1775년 영국과의 전쟁 발발과 수년간의 전투기간 동안 국민들의 고난과 고통을 공유한 것, 1776년 독립선언서 채택, 캐나다와 영국으로의 많은 충신들의 비행, 여행과 통신의 급속한 증가 등이 있다. 새로 독립한 국가들 사이의 분열 식민주의자들이 단일민족으로서 그들 자신을 연약한 존재라고 느끼는 것은 1781년–89년 연방정관에 따라 느슨한 국가연합체제와 1789년 헌법에 따라 더욱 통일된 연방정부를 만들 수 있게 했다.
새 나라의 인구가 많고 규모가 어마어마하기 때문에, 헌법의 첫 단어로 언급된 "미국의 국민"이 연방 차원에서만 스스로를 통치할 수 있다는 것은 헌법 협약 대표자들에게 분명했다. 즉, 대표단들이 선출하는 관행이다. 주정부와, 더 멀리 떨어진 곳에서, 그들이 영국 정부와 거래한 경험을 볼 때, 이미 익숙했다. 그러나 정치 사상가들과 많은 대의원들에 의해 그러한 정당들이 치명적이고 파괴적인 것으로 여겨졌음에도 불구하고, 의회와 유권자들을 조직하는 업무가 정당들의 존재를 요구한다는 것이 명백해졌을 때, 새 대의원 정부는 겨우 제자리걸음을 하고 있었다.
또한 미국만큼 큰 나라가 그에 상응하는 제한된 권한을 가진 하위 수준(예: 영토, 주 및 지방 자치체)의 대표 정부를 요구할 것이 분명했다. 비록 영토와 주의 정부가 반드시 대표적이긴 했지만, 소규모 협회에서 시민들의 직접 집회는 실현 가능하고 바람직했다. 예를 들어, 많은 뉴잉글랜드 마을에서는 시민들이 지역 문제를 토론하고 투표하기 위해 아테네식으로 회의에 모였다.
미국의 민주주의는 그 시대에는 급진적이었지만, 나중의 기준으로는 매우 불만족스러웠다. 성인 백인 남성들 사이에서 선거권이 광범위하게 확대되었음에도 불구하고, 그것은 여성, 노예, 많은 자유 흑인, 그리고 아메리카 원주민과 같은 성인 인구의 많은 부분을 계속해서 제외시켰다. 시간이 흐르면, 이러한 배제는 이전의 민주주의와 공화국의 배타적 행위처럼 널리 비민주적인 것으로 간주될 것이다.

## 20세기 민주주의의 확산

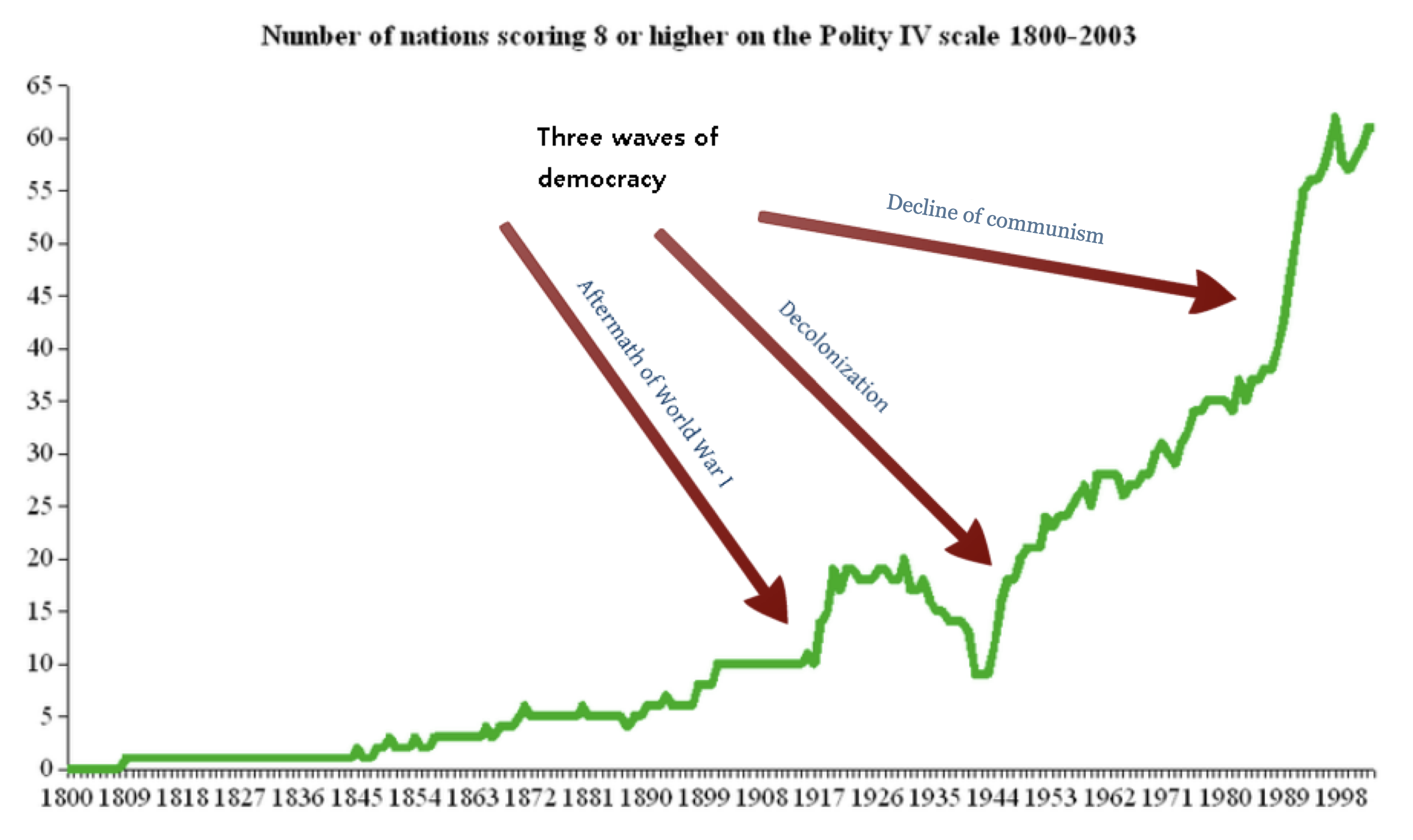
1800~2003년의 20세기 민주주의 3단계

20세기 기간 대의민주주의의 기본적 정치제도를 보유한 국가의 수가 크게 증가했다. 21세기 초, 독립 관측통들은 세계 명목상 독립국들의 3분의 1 이상이 영어권 국가들과 유럽 대륙의 오래된 민주주의 국가들에 버금가는 민주적 제도를 가지고 있다는 데 동의했다. 세계 국가들의 6분의 1의 추가적으로, 이러한 기관들은 다소 결함이 있지만, 그럼에도 불구하고 역사적으로 높은 수준의 민주 정부를 제공했다. 모두 합쳐서, 이 민주 국가들과 근 민주주의 국가들은 세계 인구의 거의 절반을 차지했다. 

### 비제국주의 시스템의 실패
중요한 부분은 고대 또는 현대 기원에 관계없이 민주주의에 대한 모든 주요 대안 이 정치적, 경제적, 외교적, 군사적 실패를 겪었고 그로 인해 매력이 크게 줄어들었다는 것이다. 제1차 세계대전에서 연합군의 승리로, 군주제, 귀족제, 과두정치의 고대 체제는 합법화되었다. 제2차 세계 대전에서 이탈리아와 독일의 군사적 패배 이후, 파시즘의 새로운 대안은 1990-91년 소비에트 연방의 경제적, 정치적 붕괴 이후 소련식 공산주의와 마찬가지로 불명예를 안았다. 비슷한 실패가 1980년대와 90년대 중남미에서 군사독재가 점차 사라지는 데 기여했다.

### 시장경제
이러한 이념적, 제도적 변화에 수반하는 것은 경제 제도의 변화였다. 국가가 통제하는 고도로 중앙집권화된 경제는 정치 지도자들이 동맹국들에게 보상을 하고 비판자들을 처벌하기 위해 경제 자원에 대한 그들의 즉각적인 접근을 가능하게 했다. 이러한 제도들이 보다 분권화된 시장경제에 의해 대체됨에 따라, 정부 고위 관료들의 권력과 영향력은 감소하였다. 또한 시장경제의 성공적인 기능에 필수적이었던 몇 가지 조건들 역시 민주주의 발전에 기여하였다: 신뢰할 수 있는 정보에 대한 즉각적인 접근, 비교적 높은 수준의 교육, 개인 이동의 용이성, 법치주의. 시장 경제가 확장되고 중산층이 커지고 영향력이 커짐에 따라 그러한 조건에 대한 대중의 지지가 증가했고, 종종 추가적인 민주화에 대한 요구와 함께 그러한 조건에 대한 대중의 지지가 증가하였다. 
시장경제의 발전은 다른 방법으로도 민주주의의 확산에 기여했다. 세계 인구의 많은 계층의 경제적 행복이 점차적으로 향상됨에 따라, 새롭게 설립된 민주적 제도들이 살아남아 번창할 가능성 또한 증가했다. 일반적으로, 지속적인 가난을 가진 민주주의 국가의 시민들은 자국의 경제 문제에 대한 간단하고 즉각적인 해결책을 약속하는 반민주적 선동가들의 호소에 더 민감하다. 따라서, 한 국가에서 널리 퍼진 경제적 번영은 민주 정부가 성공할 가능성을 크게 증가시키는 반면, 널리 퍼진 가난은 실패할 가능성을 크게 증가시킨다.

### 정치 문화
20세기 동안 일부 국가에서는 대공황 초기에 발생한 것과 같은 심각한 외교, 군사, 경제, 정치적 위기에도 불구하고 민주주의가 계속 존재했다. 이들 국가에서 민주주의 기관의 존속은 부분적으로 널리 공유된 민주적 신념과 가치관의 문화가 그들 사회에 존재하는 데 기인한다. 그러한 태도는 기성세대로부터 일찍부터 습득되어, 따라서 자기 자신, 조국, 세계에 대한 사람들의 관점에 내재되어 있다. 제1차 세계대전 이후 몇 년 동안 독일 바이마르 공화국의 경우와 마찬가지로 민주주의 문화가 약하거나 없는 나라에서는 민주주의가 훨씬 취약하고 위기의 시기가 비민주적 정권으로의 회귀로 이어질 가능성이 높다.

## 현대 민주주의 체제
역사적 경험, 규모, 민족·종교적 구성 등에서 민주국가의 차이, 그 밖의 요인들이 정치 제도에 상당한 차이를 가져온 것이다. 이러한 기관들이 서로 다른 특징을 가지고 있다.

### 대통령제 및 의회제
미국 대통령제의 버전은 라틴아메리카, 아프리카 등 개발도상국에서 자주 채택된 반면, 유럽 국가들은 민주화하면서 의회를 책임지는 수상과 의례적인 국가 원수 둘 다(스칸디나비아 국가, 네덜란드, 스페인에서처럼 세습적인 군주일 수도 있고, 의회가 특별히 그 목적을 위해 선출한 대통령일 수도 있다.)를 이용한 영국의 의회제도 버전을 채택했다. 눈에 띄는 예외는 1958년 5차 헌법에서 대통령제와 의회제를 결합한 프랑스다.

### 유니터리 및 연방 시스템
대부분의 구 유럽과 영어를 사용하는 민주주의 국가들에서는, 헌법상 국가나 지역과 같은 하위 국가 연합의 제한적인 권한뿐만 아니라 지리적 경계를 결정할 수 있는 권한을 가진 중앙 정부에 정치적 권한이 있다. 그러한 단일 국가 시스템은 중앙정부와 상대적으로 자율적인 하위국가 주체의 정부 간에 헌법적으로 권한이 구분되는 연방 시스템과 현저하게 대비된다. 연방제를 채택한 민주주의 국가에는 미국 외에도 스위처랜드, 독일, 오스트리아, 스페인, 캐나다 및 호주가 포함된다. 세계에서 가장 인구가 많은 민주주의 국가인 인도도 연방제를 가지고 있다.

### 비례 및 승자독점제
선거 준비는 엄청나게 다양하다. 일부 민주국가들은 그들의 영토를 선거구로 나누는데, 각각은 입법부의 한 의석을 가질 권리가 있고, 그 의석은 가장 많은 표를 얻은 후보가 차지하게 된다. 이 제도의 비판자들이 지적하듯이, 두 명 이상의 후보가 경합하는 선거구에서는, 엄격한 과반수 이하의 득표로 의석을 얻을 수 있다. 이에 따라 전국에서 소수 표만 받는 정당이 다수 의석을 차지할 수 있게 됐다. 비례대표제는 정당득표율과 정당득표율 간의 밀접하게 일치하도록 설계된다. 거의 예외 없이, 유럽 대륙 국가들은 아일랜드, 호주, 뉴질랜드, 일본, 한국처럼 어떤 형태의 비례 대표제를 채택했다. 승자독식제도는 미국, 캐나다, 그리고 의회선거를 위해 영국에 남아있다.

### 양당 및 다중 시스템
비례대표는 승자독식제처럼 작은 정당보다 큰 정당을 선호하지 않기 때문에 비례대표를 가진 국가에서는 거의 항상 3개 이상의 정당이 입법부에 대표되어 있고, 2개 이상의 정당으로 구성된 연립정부(연립정부 참조)가 일반적으로 필요하다. 정부 정책에 대한 입법적 지지를 얻기 위해 그러므로 비례대표제의 유행이 민주국가에서는 연립정부가 통치를 한다는 것을 효과적으로 보장한다; 미국처럼 오직 두 정당으로 구성된 정부는 극히 드물다.

### 주요주의 및 합의제
선거제도 등의 차이 때문에, 일반적으로 입법적 다수를 가진 영국과 일본의 경우와 같이, 비교적 결속력이 강한 단일 정당에 의해 법과 정책이 제정될 수 있는지, 아니면 스위처라에서와 같이, 대신에 다양한 견해를 가진 여러 정당들 간의 합의를 요구할 수 있는지에 대해 민주주의 국가들은 다르다. 정치학자 등은 두 가지 체제 중 어느 쪽이 더 바람직한지에 대해 동의하지 않는다. 합의제도에 대한 비판론자들은 소수 시민들이 싫어하는 정책에 거부권을 행사할 수 있도록 허용하고, 정부 구성과 입법 통과라는 과제를 지나치게 어렵게 만든다고 주장한다. 지지자들은 합의된 협정이 정부 정책에 대한 비교적 광범위한 대중의 지지를 낳고 심지어 민주주의 자체의 합법성과 인식 가치를 증가시키는데 도움을 준다고 주장한다.

## 참고 문헌
1. ↑  “democracy”. 《Merriam-Webster》. 2020년 10월 3일에 확인함.
2. ↑  《Introduction: What Is Democracy?》 (PDF). US Embassy Seoul. 1쪽. 2020년 9월 8일에 원본 문서 (PDF)에서 보존된 문서. 2020년 10월 2일에 확인함.
3. ↑  Robert A, Dahl. “Democracy”. Britannica.
4. ↑  고대 그리스에서 그리스 도시 거주 국가에 대한 시민의 권리가없는 아테네의 외국인 거주자, 메틱이라고도 불림.
5. ↑  History.com Editors (2018년 8월 23일). “Ancient Greek Democracy”. A&E Television Networks.
6. ↑  당시의 주요 사건을 기술한 영사 또는 치안판사의 이름이 적힌 문서.
7. ↑  서양의 고전 건축에서 신전의 안쪽 방을 가리키거나 또는 고대 로마 건축의 도무스에서 도로쪽의 방.
8. ↑  발레리오-호라티아 법은 기원전 449년 로마의 영사들에 의해 통과된 세 가지 법이다. 그들은 국민에 대한 상소권을 회복하고 평민에게 유리한 조치들을 도입했다.
9. 1 2 3 4 5  “Roman Republic (509 BC – 27 BC)”. civitatis Rome.